# Поліщук Сергій Володимирович
Сергі́й Володи́мирович Поліщу́к (нар. 14 жовтня 1973, Київ, УРСР) — український політик, народний депутат України,  2006-2007, радник першого віце- прем’єра, 2006-2010 радник Міністра молоді і спорту, 2010-2014 радник Міністра фінансів.

## Освіта
- Київський економічний університет (1996), бакалавр з економіки, викладач економіки. 1997 магістр економіки
- Державна податкова академія України 2006- 2011 магістр права

## Трудова діяльність
- Жовтень 1990 — липень 1991 — учень регулювальника радіоелектронної апаратури Київського заводу «Радіоприлад» ім. С. П. Корольова.
- Вересень 1992 — червень 1996 — студент Київського державного економічного університету.
- Серпень — листопад 1996 — інженер відділу інвестицій в дирекції будівництва Мужіївського державного золото-поліметалевого комбінату.
- Лютий 2000 — травень 2004 — директор ТОВ «СоюзВС».
- Червень 2004 — квітень 2006 — директор, заступник директора ТОВ «КАС».
- Жовтень 2007 — січень 2008 — заступник голови правління НАК «Нафтогаз України».

## Політика
Народний депутат України 5-го скликання з 25 травня 2006 до 23 листопада 2007 від «Блоку Юлії Тимошенко», № 117 в списку. На час виборів: заступник директора ТОВ «КАС» (м. Київ), безпартійний. Член фракції «Блоку Юлії Тимошенко» (з травня 2006). Член Комітету з питань паливно-енергетичного комплексу, ядерної політики та ядерної безпеки (з липня 2006), Перший заступник голови Комітету з питань паливно-енергетичного комплексу, ядерної політики та ядерної безпеки (з червня 2007), голова підкомітету з питань нафтової промисловості і нафтопродуктозабезпечення.
До початку повномасштабного вторгнення РФ Сергій регулярно відвідував Москву для участі в ефірах російської пропагандистки Ольги Скабєєвої. В етерах підтримував політику Кремля, заперечував існування України, поширював російські наративи.

## Родина
Батько Володимир Мефодійович і мати Лідія Тимофіївна — пенсіонери. Дружина Тетяна Вікторівна — службовець. Дочка Софія, син Віктор.[джерело?]